# 부산문화회관
부산문화회관(釜山文化會館, Busan Cultural Center)은 부산광역시 남구 유엔평화로76번길 1 (대연동)에 위치한 시립 종합 공연장이다. 1988년 9월 3일에 대극장이 우선 개관되었으며, 이어 소극장, 회의장과 중극장 등이 차례로 개관되어 대규모 복합 문화 공연장이 되었다. 1997년에는 공연장 부지에 인근의 부산광역시립박물관과 UN공원의 부지가 합쳐져 부산문화공원이 조성되었다.

## 시설
대극장
문화회관 극장들 중 가장 먼저 개관했다. 1403석 규모이며, 오케스트라 피트와 승강무대 등을 갖추어 콘서트와 연극, 오페라, 발레 등의 무대 공연을 모두 소화하는 다목적 공연장이다.
중극장
1993년 4월 15일에 개관했으며, 767석의 객석을 갖추고 있다. 무대가 관객석 방향으로 돌출된 반원형으로 설계되어 있으며, 연극과 전통음악, 실내 관현악단 등의 공연이 개최되고 있다.
소극장
1991년 11월 11일에 개관한 212석의 소규모 공연장으로, 중극장과 비슷한 돌출형 무대가 설계되어 있다. 소규모 실내악 공연이나 독주회, 판소리 등의 전통 공연이 열리고 있다.
전시실
1988년 9월 3일 개관한 대전시실과 1993년 4월 15일 개관한 중전시실로 나뉘며, 부산과 경남 지역의 미술가와 조각가, 학생들의 작품이 주로 전시되고 있다.
국제회의장
1991년 11월 11일에 개관한 회의장으로, 소극장 건물 2층에 위치하고 있다. 213석 규모로, 회의석 133석과 방청석 80석이 마련되어 있다. 통역 시설이 갖추어져 있어 여러 국제 회의의 개최 장소로 이용되고 있다.
그 외 시설
야외 무대로 사용할 수 있는 원형 공간과 전시실 사이의 야외 공간에서도 종종 공연이 열리고, 각종 음악 서적과 음반 등을 이용할 수 있는 자료실과 연회장, 어린이 놀이방 등이 부속 시설로 설치되어 있다.

부산문화회관 대극장
부산문화회관 중극장
부산문화회관 소극장

## 상주 단체
부산광역시 소속인 부산 시립 교향악단과 부산 시 립 청소년 교향악단, 부산 시립 국악 관현악단, 부산 시립 합창단, 부산 시립 소년소녀 합창단, 부산 시립 무용단, 부산 시립 극단이 상주 단체로 활동하고 있다.